# Argentijnse voetbalbond

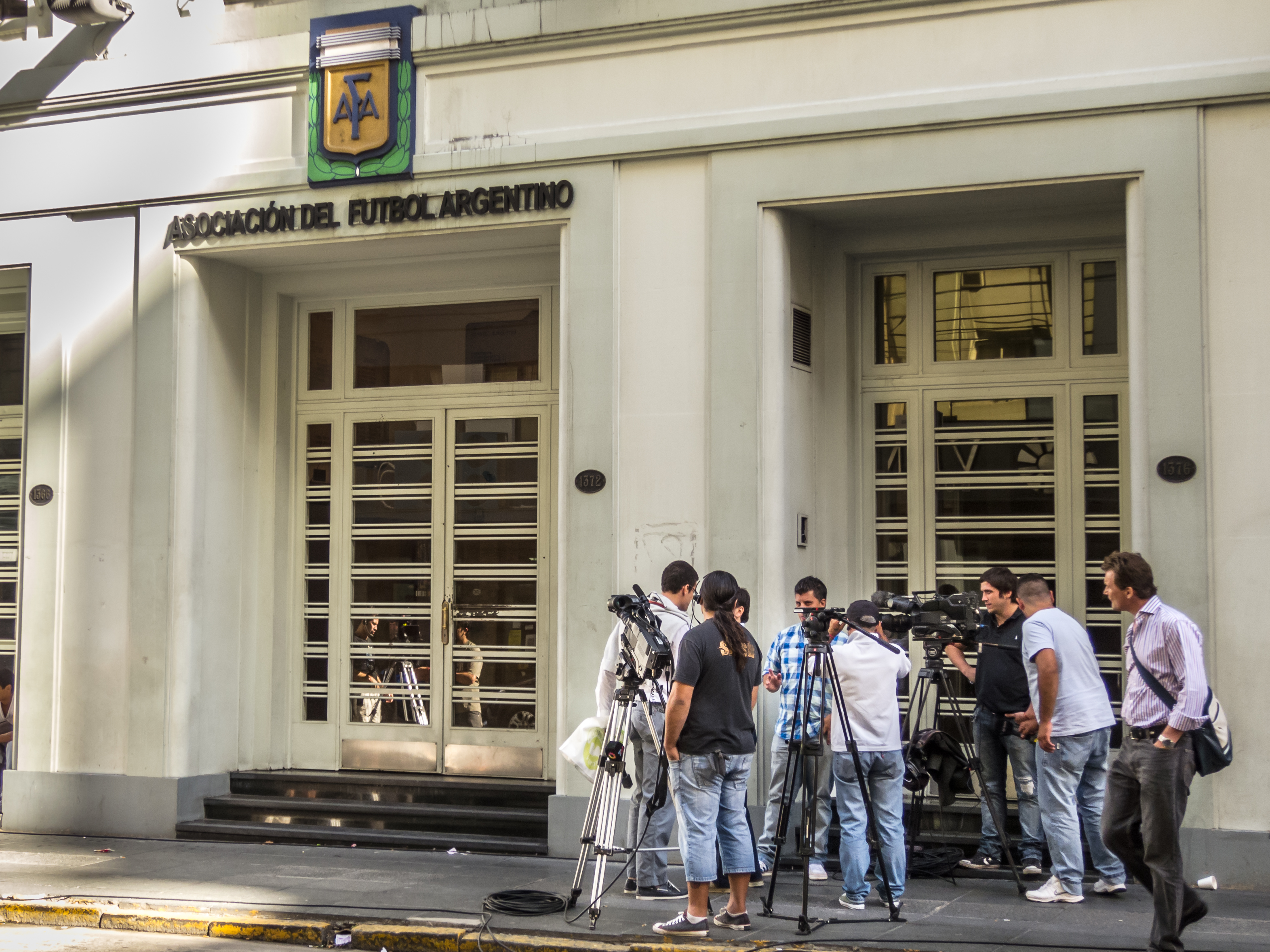

De Asociación del Fútbol Argentino (afkorting: AFA) is de Argentijnse voetbalbond die werd opgericht op 21 februari 1893 (toen onder de naam Argentine Association Football League) en is daarmee de oudste voetbalbond buiten Europa. De bond organiseert het Argentijns voetbalelftal en het professionele voetbal in Argentinië (onder andere de Primera División). Het hoofdkantoor is gezeteld in Buenos Aires. Julio Grondona (1931-2014) was van 1979 tot aan zijn dood in 2014 president van de AFA. De AFA is aangesloten bij de FIFA sinds 1912.